# Gymnostreptus punctiporus
Gymnostreptus punctiporus är en mångfotingart som först beskrevs av Filippo Silvestri 1897.  Gymnostreptus punctiporus ingår i släktet Gymnostreptus och familjen Spirostreptidae. Inga underarter finns listade i Catalogue of Life.